# Decisão monocrática
Decisão monocrática consiste em decisão proferida por um único magistrado, de qualquer instância ou tribunal. Contrapõe-se às decisões colegiadas, típicas de casos em que o pedido jurisdicional esteja em fase de recurso para acelerar o processo de entendimento.
A decisão monocrática, em primeira instância, é a regra. Em segunda instância, é a exceção, admitida apenas em hipóteses descritas no código de processo civil, tais como julgamentos em face de decisões com jurisprudência pacífica, ou mesmo casos de análise de pedido de liminares. Para determinadas revisões recursais (recurso especial) é necessário que todo colegiado discorde da posição do relator.